# Krakatoa, East of Java
Krakatoa, East of Java (bra: Krakatoa, o Inferno de Java) é um filme norte-americano de 1969, do gênero aventura, dirigido por Bernard L. Kowalski, com roteiro de Clifford Newton Gould e Bernard Gordon.

## Elenco
- Maximilian Schell ..... cap. Chris Hanson
- Diane Baker ..... Laura Travis
- Brian Keith ..... Connerly
- Barbara Werle ..... Charley
- John Leyton ..... Douglas Rigby
- Rossano Brazzi ..... Giovanni Borghese
- Sal Mineo ..... Leoncavallo Borghese
- J.D. Cannon ..... Dauzig
- Jacqui Chan ..... Toshi
- Marc Lawrence ..... Jacobs
- Geoffrey Holder ..... Bazooki
- Sumi Haru ..... mergulhador
- Victoria Young ..... mergulhadora
- Midori Arimoto ..... Midori, mergulhador
- Niall MacGinnis ..... Henley

## Prêmios e indicações
| Prêmio     | Categoria                | Recipiente                 | Resultado |
| ---------- | ------------------------ | -------------------------- | --------- |
| Oscar 1970 | Melhores efeitos visuais | Eugene Lourie, Alex Weldon | Indicado  |

## Sinopse
Em 1883, navio enfrenta maremotos e a erupção de um vulcão ao buscar tesouro nas proximidades da ilha de Krakatoa.